# Monster Hunter Orage
Monster Hunter Orage (モンスターハンター オラージュ, Monsutā Hantā Orāju) és un manga shōnen de Hiro Mashima. Vagament basat en les sèries de videojocs Monster Hunter de Capcom, Monster Hunter Orage es va estrenar a la revista Kodansha's Monthly Shōnen Rival en abril de 2008.

## Argument
És un món ple de monstres i aventurers que els cacen. Se'ls anomena caçadors de Monstres. La trama gira al voltant d'un jove Monster Hunter, Shiki. Shiki quan era un xiquet, fou pres com a aprenent d'un Monster Hunter anomenat Gurelli, però no va passar molt de temps després que Gurelli va morir per un accident amb pólvora. Després d'uns anys, torna a Akamaaya Town (on residia el seu mestre) a unir-se al gremi. En aquest gremi, coneix a una xiqa anomenada Irie i després d'una sèrie d'esdeveniments, descobreix que ella és la filla del seu mestre. A partir d'aquest moment, formen un grup per trobar i caçar el llegendari Miogaruna, que fou una de les ambicions en la vida de Gurelli.

## Personatges
- Shiki Ryuuhou (シキ・リュウホウ)

Protagonista de la història. És molt alegre i sempre posa el benestar dels seus amics per davant del seu. He has the 'Mark of the Forbidden/Sealed Hunter' presumiblement obtingut de Gurelli. Aquest segell li permet l'accés a tots els vedats de caça. Fins i tot després de la mort del seu mestratge, sovint parla amb el seu mestre com si li estiguera parlant al seu esperit i és evident que era molt atent i respectava al seu mestre. El seu somni és caçar al llegendari Miogaruna. Ell porta dues espases bessones de vent Sou Kaze Ha / Sou Fuu Jin (Arashi) que es diu que estan fetes de matèria de Miogaruna.
- Irie (アイリィ Airii)

La protagonista femenina de la història. La filla de Gurelli (el mestre de Shiki) que forma un grup amb Shiki per trobar el llegendari Miogaruna. Ella creu que no necessita cap Nakama, pel que li va passar a ella i el seu antic grup de companys, que varen estar caçant il·legalment monstres. Com a resultat d'això, es confessà a les autoritats i patí una pena també, ja que eren tots Nakama. A més, li van prohibir de prendre part de l'examen de Forbidden Hunter definitivament. Porta una Tachi no Tetsu Katana (Kagura) i la seua armadura es diu que està feta a partir de matèries de Derumaiosu.
- Gurelli Jescar (グレリィ Gurerii)

El mestre de Shiki i el pare per Irie. Va morir per un estrany incident amb pólvora, però s'ha fet entendre que en realitat no fou eixe el cas. La seua ambició era caçar al llegendari Miogaruna. Ell tenia la 'Marca del Caçador Segellat' i es deia que podia brandir qualsevol tipus d'arma. La seua arma principal que quasi sempre usava, era la Gran Espasa Tsukai Teda.